# تنغ بيد (بوئين و مياندشت)
تنغ بید (بالفارسية: تنگ‌بید) هي قرية تقع في إيران في Yeylaq Rural District. يقدر عدد سكانها بـ 42 نسمة بحسب إحصاء 2016.